# عبد الرحمن علي طه
عبد الرحمن علي طه (1901- 1969) معلم و تربوي و سياسي سوداني راحل. عين أول وزير معارف سوداني 1948 إلى 1953  و اشتهر بمنصب نائب العميد في معهد بخت الرضا و بدوره في صياغة المناهج التعليمية السودانية قبل الاستقلال.
ولد في مدينة أربجي، وتوفي في مدينة الحصاحيصا (على النيل الأزرق) وقضى حياته في السودان. تلقى تعليمه الأولي في مدرسة المسلمية، ثم التحق بالمدرسة المتوسطة بمدينة رفاعة وتخرج فيها، ثم درس بكلية غردون التذكارية، قسم المعلمين.

## مسيرتة المهنية
عين معلمًا بمصلحة المعارف عام 1922، ثم نقل إلى مدرسة أم درمان الأميرية عام 1924 إلى عام 1927، ثم انتقل إلى كلية غردون عام 1929، وفي عام 1935 انتقل إلى معهد بخت الرضا، وترقى في وظيفته، حتى أصبح نائب العميد، ثم عين أول وزير معارف بالسودان عام 1948 حتى إستقالته اإحتجاجاً على إسقاط قراره بسودنة منصب مدير مدرسة وادي سيدنا الثانوية.
انضم إلى حزب الأمة، بعدها أصبح العضو المفاوض باسم الحزب مع المستعمر البريطاني. اشترك في وضع برنامج حزب الأمة عام 1945. و إعتزل السياسة بعد انقلاب عبود في 17 نوفمبر 1958 و عاد إلى بلدته و مزرعته في أربجي و عمل على تعميرهما حتى وفاته في 1969.

## الإنتاج الشعري
له قصائد وردت ضمن كتاب: «أستاذ الأجيال عبد الرحمن علي طه بين التعليم والسياسة»، وله قصائد وردت ضمن كتاب: «سبل كسب العيش في السودان»، وله بعض القصائد قررت على مناهج التعليم الابتدائي بالسودان.

## الأعمال الأخرى
له بعض المسرحيات التربوية في التاريخ العربي والإسلامي. من كتاباته ما درسته الأجيال في مدارس السودان من شعره قطعة يقول في مطلعها "في القولد التقيتُ بالصديقِ" تقع في (30 بيتًا) وهي ذات بناء يقوم على عشر وحدات ثلاثية الأبيات، تتوحد في أوزانها فيما تنتظم القوافي على التصريع بين شطري البيت الواحد (الرجز المزدوج)، والقصيدة تمضي على هذا النحو، فهو نظم وصفي يخلو من المعنى الشعري سلس اللغة، محكم البناء، متماسك في بنيتة الموضوعية حتى لتبدو القصيدة صورة قلمية واحدة ذات طابع سردي ووصفي فيه طرافة وإفادة من فنون البديع، بما يجعلها أقرب إلى المقامة المكتوبة نظمًا.